# Каролинци
Каролинци (шведски: karoliner) су били припадници шведске војске за време владавине Карла XI и Карла XII. Тактика Каролинаца се разликовала од осталих западноевропских тактика, при којој би војници у њиховом већем ослањању на штуке, рапиерсе, бајонете и офанзивну стратегију разбили непријатеља силним јуришом, што је довело до победе у многим биткама, чак и када је било огромних разлика у броју војника. Да би се надокнадио недостатак радне снаге и ресурса, Шведска је тежила иновативним начинима за стварање ефикасније војске. Каролинска војска се сматра једном од најучинковитијих војних сила свог времена за своја достигнућа током Великог северног рата, као што показују њихови напори у многим важним шведским биткама.

## Настанак
Време владавине Карла XI није запамћено по многим великим биткама (као што је у случају са његовим сином и његовим оцем), међутим Карло XI је поставио основе по којима ће његов син касније бранити Шведску од анти-шведске коалиције у Великом северном рату. Карло XI је поред великих напора уложених у повећање централизације Шведског царства и смањивање вазалске земље на територији царства (како би што више земље припало круни), упамћени и по великим економским и пре свега војним реформама. Карло је сматрао да шведска војска треба да се разликује од осталих. Заједно са својим најбољим генералима успео је да осмисли адекватан план реформе армије, али је за њено одржавање било потребно веће улагање у војни буџет. Тако је Карло искористио шведску доминацију на Балтичком мору по питању трговине и у јако кратком периоду је прикупио одређену суму новца.

## Састав
Нова шведска војска се састојала од много већег броја људи него пре реформе. За ово је одговорна нова политика шведске круне која је налагала да ће сви војници добијати додатне основне животне потребе (воће, поврће, месо, обућу, одећу...) и поред месечне плате и мали комад земље. Те додатне намирнице производили би сељаци који су били ослобођени од свих такси под условом да производе све ове додатке. Тако је овај систем омогућио да Шведска издржава јаку, велику и мотивисану војску и у време рата, али и у време мира (а то је у то време био задатак на коме су пале многе велике европске силе). Овим системом је изједначен и положај официра племићког и обичног порекла. Што се тиче одевања, војници су сада изашли из својих старих свилених униформи и обукли су нове, дебље мантиле и дубоке кожне војничке чизме. Сама структура нових униформи додавала је додатну чврстину и издржљивост оделу. Највећи део Каролинских трупа на почетку био је у пешадији, али је касније већински део чинила коњица. Карло је такође зауставио увоз мускета (пушака) из Француске и започео је самосталну производњу ватреног оружја. За време његове владавине повећан је меркантилизам.

## Велики северни рат и распад
За време Великог северног рата (1700—1721) Каролинске трупе показале су своју издржљивост и своје ратне способности у целости. Шведска је била нападнута од стране велике коалиције (Руског царства, Пољско-Литванске уније и Данско-Норвешке уније). На челу војске био је краљ Карло XII, који је на трон ступио и у рат ушао као малолетник. За време овог рата Шведска војска је поразила много већу руску војску на Полтави (1709) захваљујући добром планирању шведских генерала који су своју стратегију базирали на Ханибаловој тактици окруживања коју је касније користио и Адолф Хитлер (наравно до те стратегије не би ни дошло да права генерала базирана на пореклу нису изједначена од стране Карла XI). Међутим, како је коалиција била много већа, многобројнија и финансијски јача било је само питање времена када ће Шведска пасти. Шведска је капитулирала 1721. након погибије Карла XII при вођењу кампање у Норвешкој. Тако се јавио задњи велики задатак Каролинаца, тачније преношење посмртних остатака Карла XII са југозапада Норвешке у Стокхолм Шведска је тим мировним уговором изгубила много, а Каролиншки одреди су се одржали још само неколико година за време владавине Улрике Еленоре, али се њихов значај тотално угасио а они су постојали само као формалност. Након њеног пада с власти и гашењем шведског огранка династије вон Вителсбах Каролинске трупе званично су укинуте.